# أبو مقص الشواطئ
إبرة العجوز الشاطئية أو أبو مقص الشواطئ (الاسم العلمي: Labidura riparia) هو نوع من حشرة أبو مقص يتبع فصيلة Labiduridae يتميز بقرنيها الشرجيتان على شكل ملقط، ولونها أسمر فاتح. تُعرف أيضًا بأبو مقص المخطط وجود خطين طوليين داكنين على مقدم صدرها.